# Oktiabrski (Primorsko-Ajtarsk, Krasnodar)
Oktiabrski (del ruso: Октябрьский) es un posiólok del raión de Primorsko-Ajtarsk del krai de Krasnodar en el sur de Rusia. Está situado al suroeste de la desembocadura del río Beisug a través del limán Beisugski en el mar de Azov, 26 km al sureste de Primorsko-Ajtarsk y 108 km al norte de Krasnodar, la capital del krai. Tenía 645 habitantes en 2010.
Pertenece al municipio Olginskoye.